# 東角町
東角町（ひがしかどまち）は、愛知県名古屋市中区の地名。

## 歴史

### 沿革
- 1878年（明治11年）12月20日 - 城代町の一部により、東角町として成立する[1]。
- 1908年（明治41年）4月1日 - 中区編入に伴い、同区東角町となる[1]。
- 1966年（昭和41年）3月30日 - 住居表示実施に伴い、一部が栄一丁目および同二丁目に編入される[1]。
- 1969年（昭和44年）10月21日 - 住居表示実施に伴い、大須一丁目および同二丁目に編入され消滅[1]。